# Oxytropis qinghaiensis
Oxytropis qinghaiensis là một loài thực vật có hoa trong họ Đậu. Loài này được Yu-huan Wu miêu tả khoa học đầu tiên năm 1996.